# Phacelia novenmillensis
Phacelia novenmillensis är en strävbladig växtart som beskrevs av Philip Alexander Munz. Phacelia novenmillensis ingår i Faceliasläktet som ingår i familjen strävbladiga växter. Inga underarter finns listade i Catalogue of Life.